# Llista de catàstrofes de Catalunya
La llista de catàstrofes de Catalunya és un recull de fets delimitats en el temps i l'espai que provocaren morts degut a fets incontrolables. Aquesta llista exclou conflictes bèl·lics i actes de destrucció intencionada (corol·lari: atemptats terroristes). Està ordenada per nombre descendent de morts, sent aquests com a mínim 10.

## Epidèmies
- Epidèmia de catarro de Barcelona de 1562
- Epidèmia de febre groga de 1821
- Epidèmia de còlera de 1834 a Catalunya
- Epidèmia de còlera de 1854 a Catalunya
- Epidèmia de febre groga de Barcelona de 1870
- Grip espanyola, 1918, més de 30.000 morts[1]
- COVID-19, 2020–actualitat, més de 20.000 morts[2]

## Terratrèmols
Categoria principal: Terratrèmols de Catalunya
- Terratrèmol de Catalunya de 1428, més de 1.000 morts.
- Terratrèmol de Catalunya de 1448, 108 morts.

## Inundacions
Categoria principal: Inundacions a Catalunya
- Inundacions del Vallès, 1962, 700 morts.[3]
- Aiguats del 1982, 14 morts.

## Explosions
- Accident del càmping Los Alfaques, Sant Carles de la Ràpita, 1978, 217 morts.

## Accidents ferroviaris
Categoria principal: Accidents de ferrocarril a Catalunya
- Catàstrofe ferroviària de Riudecanyes del 1907, 22 morts.
- Accident ferroviari de Celrà del 1918, 11 morts i 63 ferits.
- Accident ferroviari de Sant Andreu de la Barca del 1977, 22 morts i un centenar de ferits al xocar frontalment dos trens de FEVE.[4]
- Accident ferroviari de les Franqueses del Vallès del 1979
- Accident ferroviari de Juneda del 1988, 15 persones (deu nens i cinc adults) moren quan un tren envesteix un microbús que portava uns infants de Lleida a una granja escola.[5]
- Accident ferroviari de Castelldefels del 2010, 12 morts i 13 ferits per un tren quan un grup creuava la via per damunt. 23 de juny del 2010

## Altres accidents
- Temporal de la costa catalana i valenciana de 1911
- Accident aeri del Montseny de 1959, 32 morts.
- Accident aeri del Montseny de 1970, 113 morts.
- Enfonsament de L'Oca - Naufragis del Estany de Banyoles, Banyoles, 1998, 21 morts.